# Cucuteni-Tripolje-Kultur

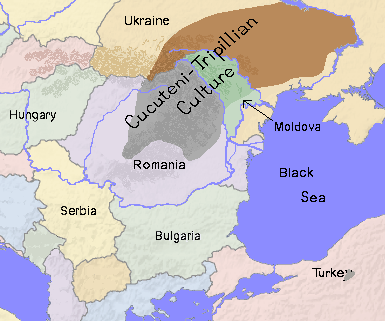
Verbreitungsgebiet der Cucuteni-Tripolje-Kultur

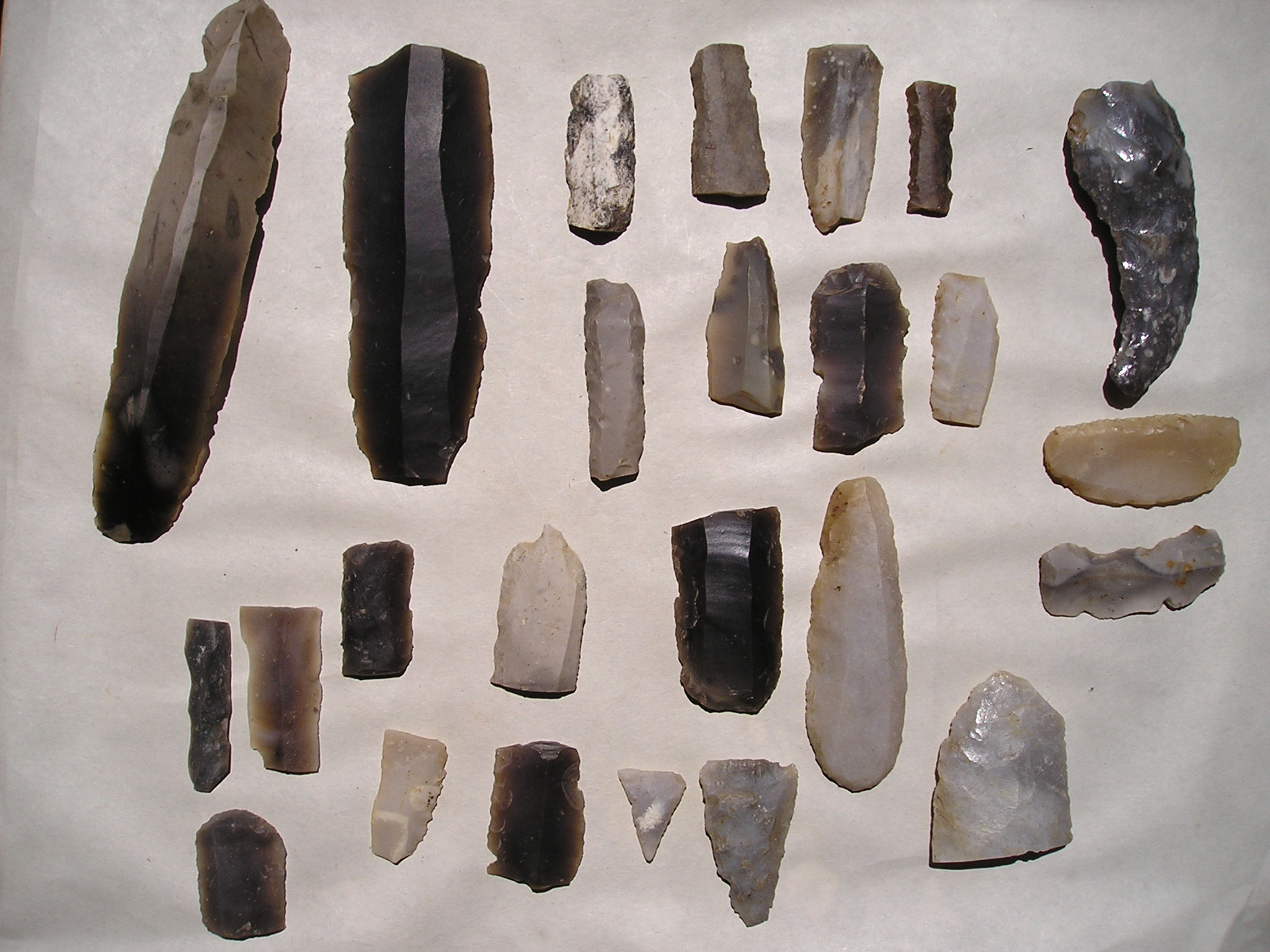
Flintwerkzeuge, entdeckt beim west-ukrainischen Rudkiwzi

Die Cucuteni-Tripolje-Kultur, traditionell rumänisch-ukrainisch Cucuteni-Tripolje-Kultur (jetzt vermehrt ukrainisch Trypillia) gehört zu den südosteuropäischen Kulturen des Neolithikums und des Äneolithikums. Sie erstreckte sich von den Karpaten bis zum mittleren Dnipro und datiert auf 5050 bis 2950 v. Chr. Precucuteni und Spättripolje (Usatovo) eingeschlossen. Ältere Datierungen, die inzwischen als überholt gelten,  gingen von 5500 bis 2750 v. Chr. aus. Die frühesten Siedlungen erschienen gleichzeitig mit oder nach den Siedlungen der Linienbandkeramischen Kultur (LBK) im Nordwesten und Boian im Südwesten des gesamten Verbreitungsgebietes.
Unterschieden werden nach Tripoljetradition drei Phasen, nämlich A (5050/4800–4350 v. Chr.) sowie B und C, wobei B wiederum in BI (4350–4200/4150 v. Chr.) und BII (4150–3850 v. Chr.), C in CI (3950–3650/3500 v. Chr.) und CII (3650/3500–2950 v. Chr.) unterteilt wird. Zwischen 4200 und 3600 v. Chr. entstanden Großsiedlungen von bis zu 340 ha Fläche, die zu den größten Siedlungen des gesamten Äneolithikums in Eurasien zählen. Sie bargen um 3800 v. Chr. bis zu 17.500, eher 6.200 Einwohner. Lebensgrundlage waren sowohl Viehhaltung und Feldfrüchte (Weizen, Gerste, aber auch Hirse, dazu Erbsen, Linsen-Wicken und weitere Hülsenfrüchte und Trauben), als auch die Jagd und der Fischfang. Auch Wildfrüchte spielten eine wesentliche Rolle, wie Weinbeeren, Birnen, Weißdorn, Pflaume oder Gelber Hartriegel. Selbst in der Phase BII-CI dominierten an Stätten wie Kolomyïshchina II (BII) und Kolomyïshchina I (CI) die Wildtiere mit etwa 80 % der Knochenfunde. In der frühen Phase dominierte Emmer unter den Getreidearten. Neuere Isotopen-Untersuchungen zeigen, dass tierische Ernährung weniger als 10 % der Zufuhr von Nahrungsenergie ausmachte, wobei Erbsen für 54 % und Getreide für weitere 28 % der Proteinzufuhr sorgten. Zusammen lieferte beides rund 92 % der Nahrungsenergie.

## Ursprung
Um ca. 5000 v. Chr. entstand in der Großen Walachei (im Gebiet um Bukarest) aus einer Verschmelzung von Vinca- und LBK die ungewöhnlich dynamische Boian-Kultur, die nur wenig später entscheidend an der Bildung der Petrești-Kultur und der Cucuteni-Kultur beteiligt war. Von Korvin-Piotrovskiy wird die Tripylla-Kultur dagegen aus einer Mischung von Criş, Boian, Hamangia und Ariujd-Elementen abgeleitet.

## Namensgebung und frühe Forschungsgeschichte
Die heute als Cucuteni-Tripolje-Kultur in der Fachliteratur erscheinende archäologische Kultur wurde 1884 zunächst nach dem Fundort Cucuteni-Cetățuie im Kreis Iași benannt, der im Nordosten Rumäniens liegt, 60 km westlich von Iași. Teodor T. Burada untersuchte den dortigen Steinbruch, wo er Fragmente von Figurinen und Keramik fand. Eine Gruppe Gelehrter, darunter der Dichter Nicolae Beldiceanu, aber auch die Archäologen Grigore Butureanu, Dimitrie C. Butculescu und George Diamandy, begannen im Frühjahr 1885 mit den ersten Ausgrabungen. Eine Gesamtvorlage von Cucuteni-Cetățuie erfolgte 1932 durch Hubert Schmidt. Er unterteilte die Funde nach der Schichtenfolge in die Phasen A, A-B, und B.
Wenige Jahre später entdeckte der in Böhmen geborene Archäologe Wikentij Chwoika ähnliche Überreste in der Ukraine, die er 1897 anlässlich des 11. Archäologenkongresses präsentierte und 1901 publizierte. Im selben Jahr wurden in Trypillja weitere Artefakte entdeckt, was zur Folge hatte, dass in ukrainischen Publikationen und später in sowjetischen der Name Tripolje-Kultur bevorzugt wurde. 1902/03 erfolgten Grabungen im moldawischen Petreni durch den deutschen Archäologen Ernst von Stern, 1943 durch den Rumänen Vlad Siru, dessen Ergebnisse allerdings nicht publiziert wurden; weitere Grabungen erfolgten ab 2011. Chwoika legte 1914 und 1913 eine erste Periodisierung vor. Tatiana Passek erforschte seit den 1930er Jahren weitere Siedlungen und teilte die Tripolje-Kultur in eine frühe, klassische und späte Phase ein. Diese Gliederung ist noch gültig, aber verfeinert und regional differenziert worden.
Seit 2007 arbeiten Forscher der Uni Kiel mit ukrainischen, rumänischen und moldawischen Kollegen zusammen. Sie haben zahlreiche neue Siedlungen mit Geomagnetik dokumentiert sowie zahlreiche Ausgrabungen durchgeführt. Seit 2016 ist die Forschung Teil des Sonderforschungsbereichs 1266, in dem zahlreiche interdisziplinäre Studien zur Siedlungsweise, den sozialen Mustern, der Wirtschaft und den Menschen erstellt wurden.
Es dauerte Jahrzehnte, bis sich als Konsens durchsetzte, dass die Funde aus Rumänien, der Ukraine und aus Moldawien derselben Kultur angehören. Dennoch bestehen in Rumänien und in der Ukraine die überkommenen Bezeichnungen fort. In englischen Publikationen hat sich der übergreifende Begriff Cucuteni–Tripolye culture durchgesetzt. In der Ukraine spricht man noch von der Tripylla-Kultur.

## Verbreitungsgebiet
Die Cucuteni-Kultur wurde in Bessarabien, Rumänien und Moldawien im Gebiet zwischen Pruth und Dnister bis zum Dnepr-Gebiet lokalisiert. Die Tripolje-Kultur (A, B und C) ist östlich davon, in der Ukraine zu finden. Die aus verschiedenen Forschungstraditionen heraus über Jahrzehnte unterschiedenen Kulturen stellen jedoch eine übergreifende archäologische Kultur dar.

## Menschliche Überreste

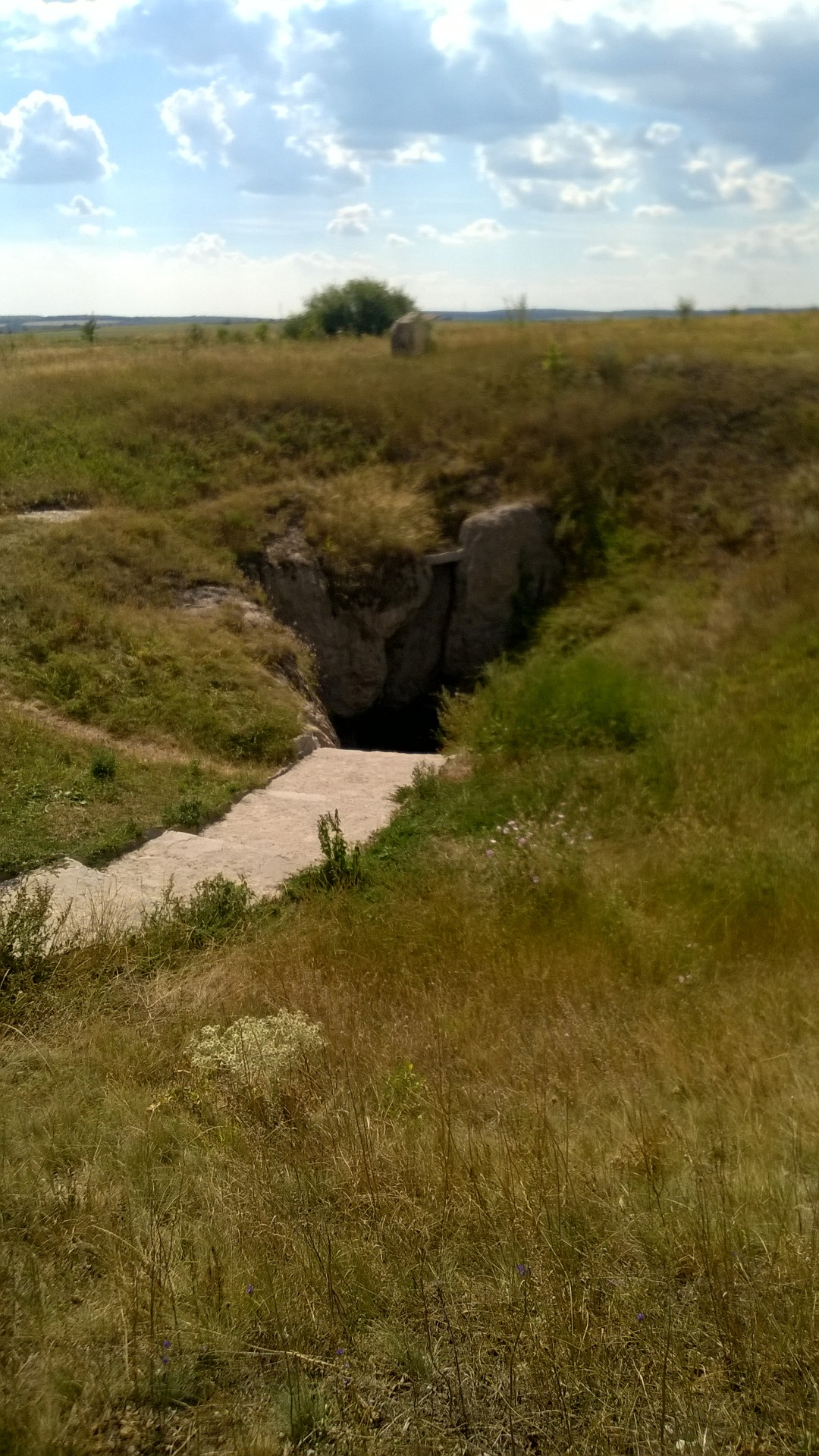
Eingang zur Verteba-Höhle

Menschliche Überreste der Kultur, von der mittlerweile mehr als tausend Fundstellen bekannt sind, sind aus der Zeit vor 3400 v. Chr. kaum belegt. Einige der wenigen Ausnahmen sind Funde aus der Verteba-Höhle, Bilche-Zolote, in der Ukraine, sowie aus der Siedlung Kosenivka, Ukraine.
In Kosenivka wurden während der Ausgrabung eines verbrannten Hauses zahlreiche fragmentierte Knochen aus ca. 3700 – 3600 v. Chr. gefunden. Diese konnten als Überreste von sieben Individuen rekonstruiert werden. Womöglich handelt es sich um eine Hausgemeinschaft, vielleicht sogar eine Familie. Auf der Grundlage, dass um die sieben Menschen zusammen leben konnten, können nun Modelle zu Bevölkerungsgrößen einzelner Siedlungen sowie ganzer Regionen justiert werden. Außerdem haben Analysen gezeigt, dass die Menschen sich vermutlich fast vegetarisch ernährten und Fleisch nur zu etwa 10 % der Ernährung beitrug.
Die Verteba-Höhle ließ sich in die Phase BII datieren, genauer in die Zeit zwischen 3800 und 3600 v. Chr. Dort ließ sich auch belegen, dass Spuren von Gewaltanwendung, wenn auch auf vergleichsweise niedrigem Niveau, nicht erst in der Endphase der Kultur auftreten.

## Wirtschaft
Anhand der Verteba-Knochen lassen sich Rückschlüsse auf die Ernährung dieser Menschen dieser Kultur ziehen, darüber hinaus stehen sie im Mittelpunkt einer Debatte um die Frage, ob diese Lebens- und Wirtschaftsform lokal entwickelt oder übernommen worden ist. Die Vertebafunde stammen aus einer Zeit der Abkühlung und der Trockenheit, was erklären kann, warum die Jagd und der Fischfang sowie das Sammeln wieder eine so große Rolle spielten, während der Getreideanbau und das Halten domestizierter Tiere offenbar auf klimabedingte Schwierigkeiten stießen und demzufolge rückläufig waren. Allerdings ist dies nur ein Fundplatz, der nicht ohne Weiteres für generelle Aussagen herhalten kann.
Eine Forschergruppe des Sonderforschungsbereichs 1266 der Universität Kiel hat kürzlich auf Basis von 23 Siedlungen der Tripolje-Kultur die langfristige Entwicklung der Landwirtschaft in der Waldsteppe Osteuropas rekonstruiert. Die frühe Kultivierung (4750–4300/4100 v. Chr.) konzentrierte sich auf Gerste, Emmer, Einkorn und etwas Zanduriweizen (Triticum timopheevii). Während der Megasiedlungsphase (3900/3800–3650 v. Chr.) erweiterte sich der Ackerbau und umfasste eine intensive Emmer- und Hülsenfruchtproduktion. Später, in den verstreuten Trypillia-Siedlungen (3650–3000 v. Chr.), nahm der Anbau von Einkorn zu, während der Gerstenanbau zurückging. Die bedeutendste Veränderung in der Anbaustruktur erfolgte nach dem Zusammenbruch der Megasiedlungen, als sich die Gemeinschaften auf kleinere, verstreute Siedlungen verteilten, wobei die Getreidevielfalt insgesamt stabil blieb.
Die Tripolje-Landwirtschaft prägte die Landschaft und trug zur Entwicklung der heutigen Kultursteppe bei. Eine erhöhte Aktivität von Regenwürmern und die Ausbreitung von Stipa-Gras deuten darauf hin, dass landwirtschaftliche Praktiken zur Bodenanreicherung beitrugen. Verkohlte Grannen weisen auf eine mögliche kontrollierte Brandrodung zur Bewirtschaftung des Graslandes hin. Die Megasiedlungen fungierten als Zentren, in denen unterschiedliche landwirtschaftliche Traditionen zusammenkamen, was den Wissensaustausch und Innovationen förderte.
Die Tripolje-Landwirtschaft wurde großflächig betrieben und nutzte fruchtbare Böden, die mit Schlitten erreichbar waren. Gleichzeitig gab es intensive Anbaumethoden in gartenähnlichen Parzellen innerhalb der Siedlungen, die gezielt mit Dung angereichert wurden. Die Arbeitsorganisation erfolgte wahrscheinlich gemeinschaftlich, wobei Haushalte die Landnutzung und Getreideverarbeitung koordinierten. Diese kollektiven Anstrengungen, möglicherweise in großen Versammlungshallen verhandelt, stärkten den sozialen Zusammenhalt. Insgesamt basierte die Trypillia-Landwirtschaft auf einem komplexen System, in dem Ackerbau und Viehzucht eng miteinander verbunden waren.
Andere Siedlungen wie Maidanetske legen in der Hochphase um ca. 3600 v. Chr. eine Ernährung nahe, die zu 52 % auf Erbsen beruhte, zu über 28 % auf Getreide und nur geringfügig auf Rind. Offenbar diente der Blattanteil der Erbsen auch als Futter der Rinder, während deren Dung als Dünger diente. Das legt nahe, dass die Rinder in Gehegen gehalten wurden, wo sich der Dung leicht absammeln ließ. In Nebelivka wurde auch eine geringfügige Menge an Pferdeknochen gefunden, die in anderen Siedlungen komplett fehlen. Einige Siedlungen weisen auf Gerbung von Fellen und sogar auf die späte Anwesenheit von neuartigen Wollschafen und der Verarbeitung ihrer Wolle hin.

## Siedlungen

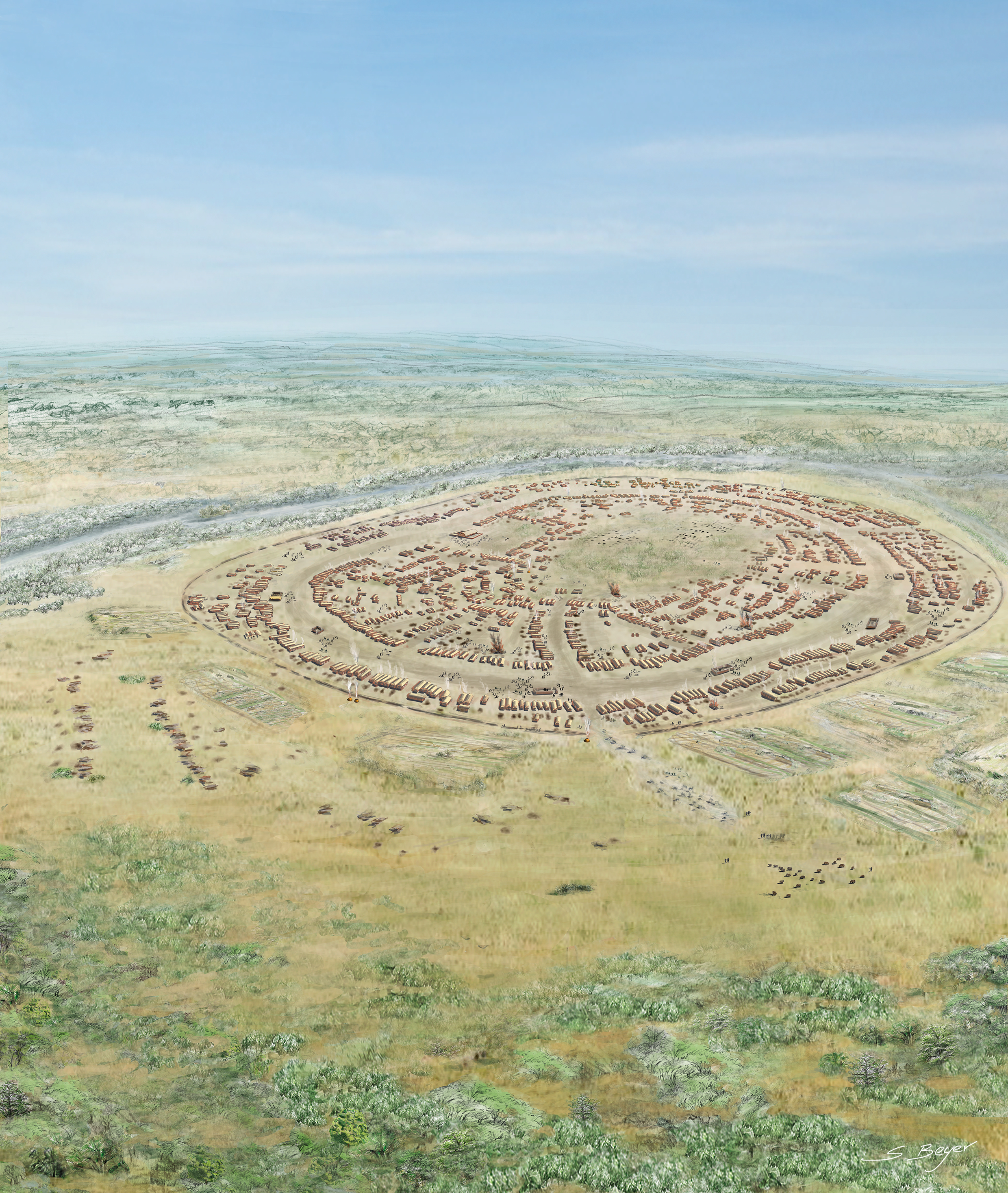
Rekonstruktion der Großsiedlung von Maidanets'ke zur Hauptphase um 3800 v. Chr. anhand archäologischer Vermessung.

Der Aufbau der Siedlungen ist seit Anfang der 1970er Jahre durch Luftaufnahmen, seit 2009 auch verstärkt durch geomagnetische Untersuchungen gut bekannt. Ferner wurden einige Siedlungen fast komplett ausgegraben (Bernaschevka, Chapaevka, Kolomjischina I). Die Siedlungen sind planmäßig in konzentrischen Ringen oder als von Gräben umgebene Häusergruppen auf künstlichen Terrassen angelegt. Einige Trypillia-Siedlungen, wie die bei Taljanky, erreichen eine beachtliche Größe und mit 2700 Häusern auf rund 340 ha Fläche stadtartiges Ausmaß („giant villages“ oder "mega-sites"). Nach Ohlrau et al. wohnten hier bis zu 17.500, eher 6.200 Menschen gleichzeitig. Maidanetske bestand aus etwa 3000 Häusern und existierte zwischen 3900 und 3650 v. Chr. Hofmann et al. gehen von über 10.000 Einwohnern aus. Dies macht die sog. mega-sites zu den größten bekannten Siedlungsagglomerationen Europas der Stein- und Kupferzeit.
Die bis zu 20 m langen und 6 m breiten Häuser in Taljanki waren in drei oder vier Räume unterteilt. Ähnliche Maße weisen die Gebäude in der Siedlung Maidanetske in der mittleren Ukraine auf. In der Spätzeit gab es in den Siedlungen auch einzelne, in größeren Siedlungen auch mehrere zweistöckige Häuser. Tonmodelle von Häusern könnten auf tempelartige Funktion deuten.
Die Ergebnisse einer 2024 vorgelegten Studie deuten an, dass es in den riesigen Siedlungen eine geringe soziale Ungleichheit gab. Erst nach mehreren Generationen kam es (wieder) zu einer stärkeren sozialen Differenzierung, was die spätere Aufgabe der Megasiedlungen erklären könnte.

## Materielle Kultur
Eine bedeutende Sammlung von Cucuteni-Artefakten befindet sich im Archäologischen Museum (Muzeul de Artă eneolitică Cucuteni) in Piatra Neamț.

### Keramik

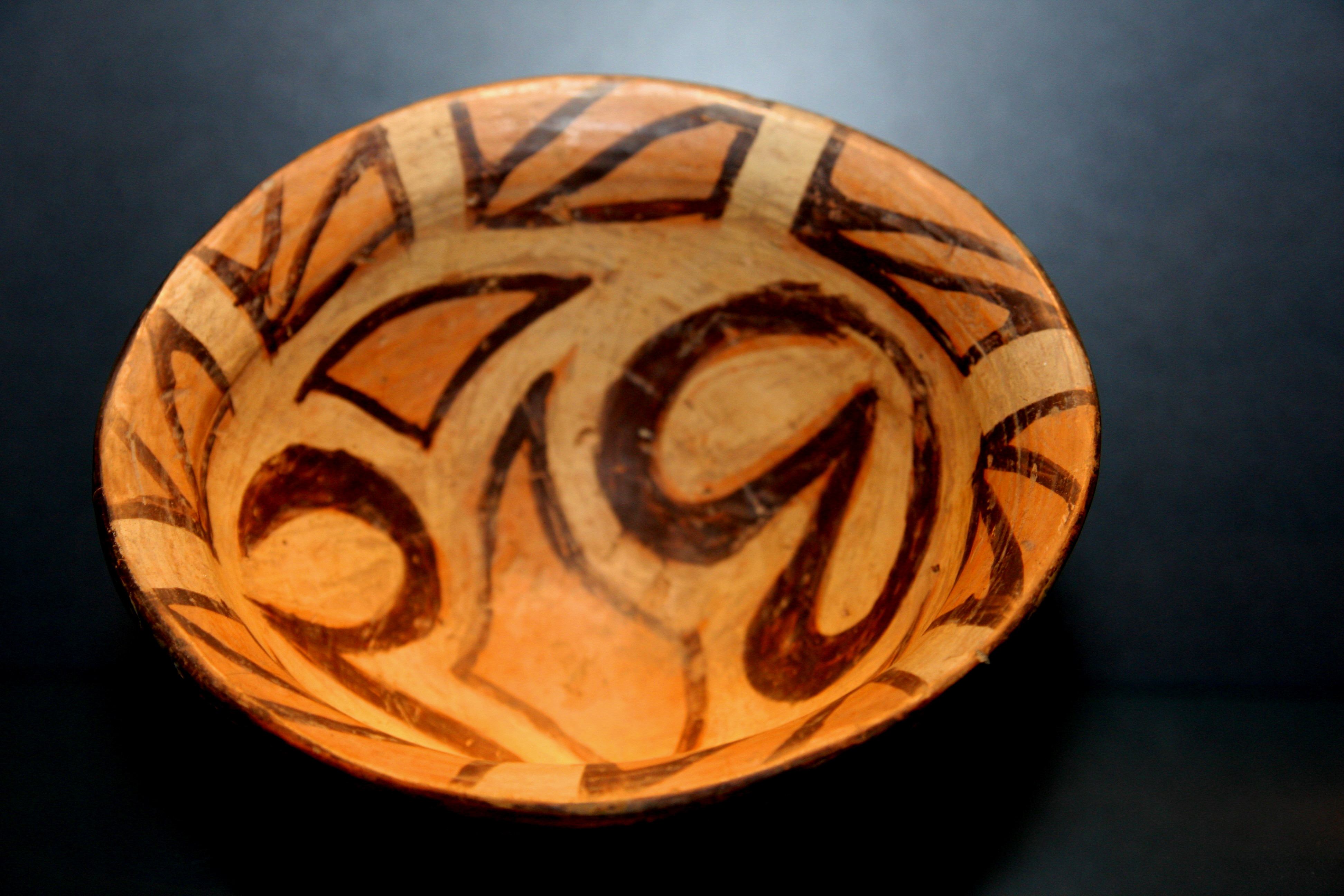
Cucuteni-Keramik

Die schwarz-weiß-rote Keramik der frühen Cucuteni-Kultur ist für diese Periode einmalig. Sie setzt mit ihren Spiralmotiven bandkeramische Formen fort. Typisch sind auch fernglasartige Doppelgefäße.

### Idole

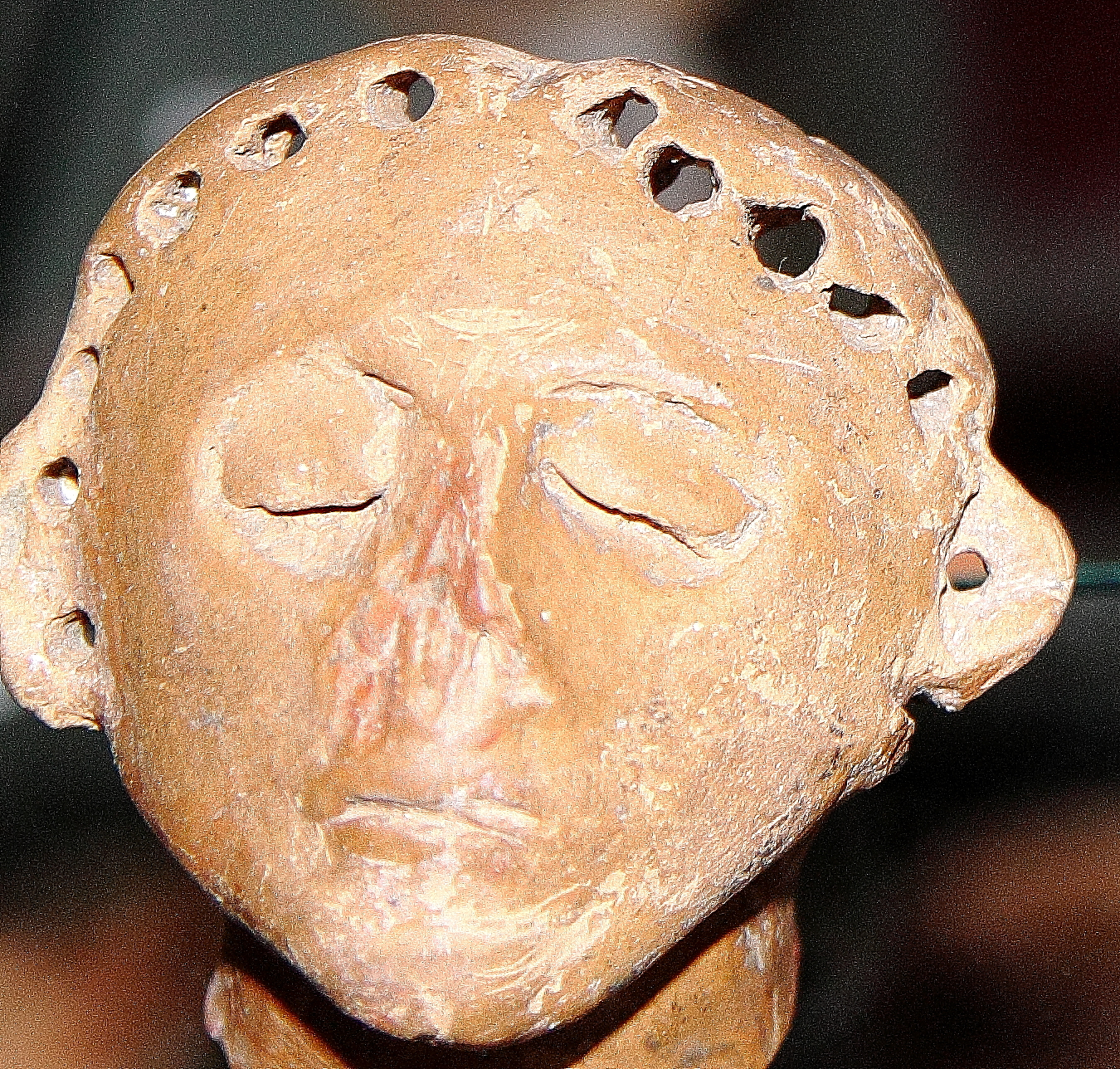
Darstellung eines weiblichen Gesichtes, möglicherweise im Schlaf, Moldawien

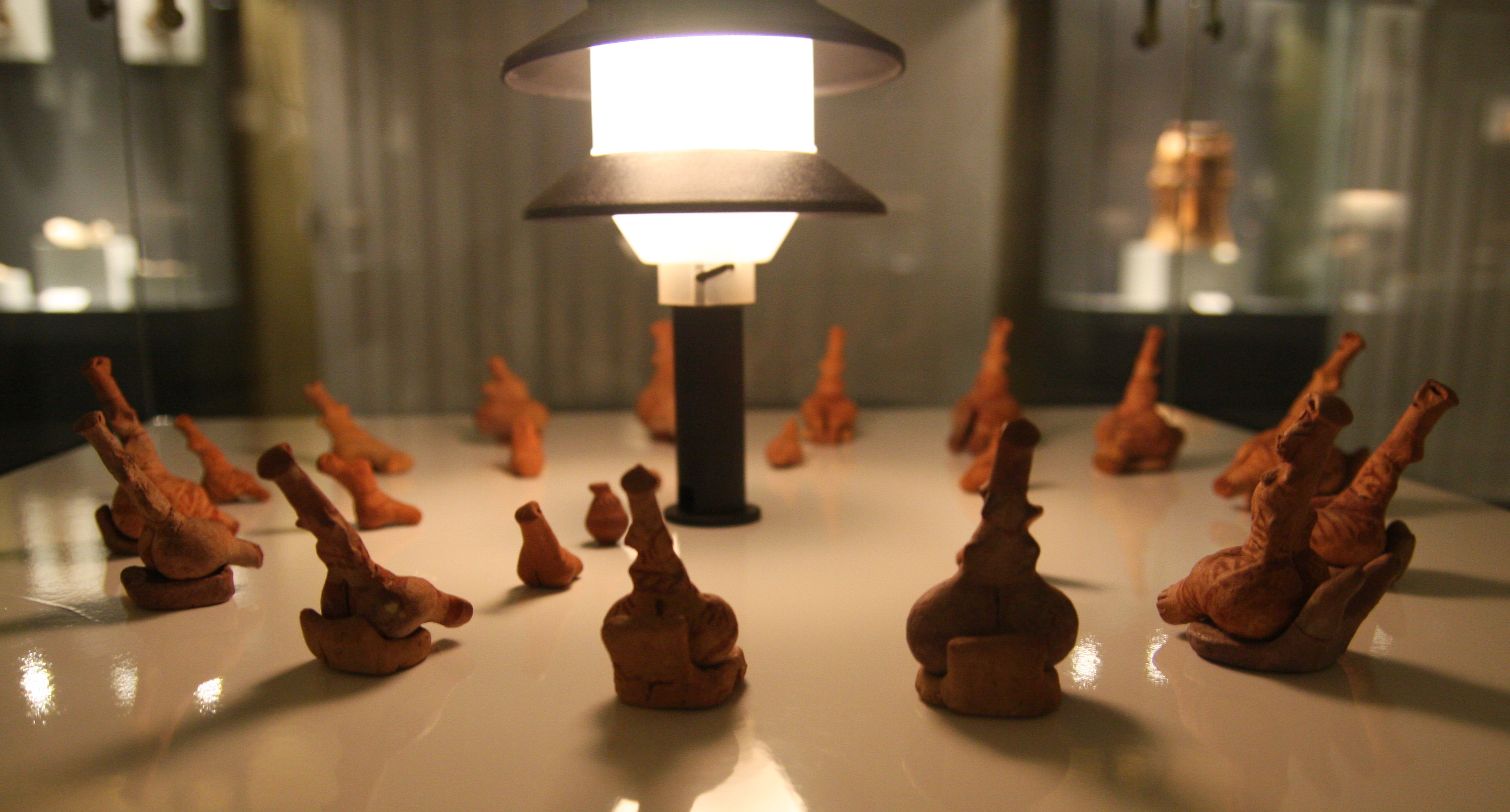
Ritualfigurinen aus dem frühen 5. Jahrtausend v. Chr.

Die plastische Kunst ist eher stilisiert. Sie stellt zumeist Frauen dar, ihre Beine sind oft sehr lang. Die Frauen tragen häufig Masken. Die Masken weisen Darstellungen von Tieren auf, vor allem Ziegen, Schweine, Eidechsen und Schildkröten, Schlangen, schließlich Vögel, wie etwa Hähne und Hennen, Störche und Falken, Enten und weitere, wohl als heilig geltende Tiere. Womöglich weist die „Gesichtslosigkeit“ der weiblichen Idole auf einen rituellen Gebrauch hin. Die Frauen sind nackt oder mit einer Art Festkleidung ausgestattet. Die Frauen waren vor allem an Bauch und Rücken tätowiert. Dargestellt sind Spiralen, Rhomben und Schlangen, was als Hinweis auf den Baum des Lebens gedeutet wurde. Einige Figurinen weisen Farbreste auf, vor allem rote und schwarze Farbreste verweisen wohl auf aufgemalte Bekleidung. Häufigstes Motiv war eine Art Rock mit Fransen verschiedener Länge, aber auch Schürzen. In der späten Tripolje-Kultur trugen die auf Gefäßen dargestellten Frauen knappere Kleidung, dazu eine Art Pantoffeln. Diese Kleidung war durchgängig mit Spiralen oder Schlangen verziert. Die Haare wurden auf verschiedenste Art getragen, so etwa als Zopf. Zahlreiche Darstellungen auf Gefäßen weisen auf rote Stiefel hin. Die Männer tragen selten Masken, ihre Nasen stechen hervor und ihre Gesichter sind oval. Über 30 % der Plastik besteht aus teils stark stilisierten zoomorphen (tierförmigen) Figuren.

### Rad und Wagen
Miniatur-Tonräder, Tassen in Wagenform und Tierfiguren mit Achslöchern (teilweise berädert) aus der Zeit vor 3500 v. Chr. zeugen von der frühesten Idee des Radtransportes. Trotz intensiver Suche fehlen jedoch jegliche Funde von für den Personen- oder Gütertransport geeigneten Wagen aus dieser Zeit, womit alle diesbezüglichen Annahmen reine Spekulation bleiben. Das schließt nicht aus, dass die Idee vermutlich aus dieser Kultur übernommen wurde, wobei auch in Anatolien Tonfiguren mit Rädern gefunden wurden. Ein gewisses Wissen über Zugtiere muss ebenfalls schon vorhanden gewesen sein, denn Rinder und Esel wurden sowohl in der Levante als auch in Anatolien bereits genutzt.

### Kupfer, Silber und Gold
Das in der Cucuteni-Tripolje Kultur gefundene Kupfer hatte u. a. Arsenanteile, was auf Handelsverbindungen zu den Kupfer- und Goldminen im georgischen Kaukasus hinweist, die wohl von der frühen Kura-Araxas-Kultur abgebaut wurde. Ebenso zeigen sich Handelswege, die nach Westen zur Vinca-Kultur an der Adria und zur Baden-Boleraz-Kultur im rumänischen Karpatenbecken führten. Auch das bulgarische Varna dürfte sein Gold über diesen Weg bezogen haben.
Der Schatz von Ariușd-Dealul Tyiszk in Rumänien bestand aus 1992 Kupferobjekten, meist Perlen und Spiralen, Perlen aus Tierzähnen und Spondylus, der von Cărbuna in Moldawien aus 444. Goldgegenstände fanden sich in den Schatzfunden von Ariușd (Spirale) und Brad in Rumänien.

## Chronologie
Die Cucuteni-Tripolje-Kultur ließ sich zunächst nur mittels relativer Chronologie und dementsprechend nur an einzelnen Fundstätten zeitlich einordnen. Dies hängt zum einen mit den sich erst entwickelnden Datierungsmethoden zusammen, aber auch damit, dass nur wenige Fundstätten eine ungestörte Stratigraphie aufwiesen. Eine der wenigen Ausnahmen ist die Siedlung Poduri-Dealul Ghindaru, die eine Gesamthöhe 4,5 m und 13 Siedlungsschichten aufweist. In diesem Falle ließ sich zudem eine ausreichende Zahl von Radiokohlenstoffdaten gewinnen, die von etwa 5000 bis 3500 v. Chr. reichen. Die Entwicklung in den sieben Regionalausprägungen der Kultur, die als Gruppen bezeichnet werden, verlief nicht synchron. Zu diesen Gruppen zählen etwa die Kaniv- und die Hryhorivka-Gruppe am mittleren Dnjepr, dort, wo die meisten Megasiedlungen lokalisiert wurden, darunter Nebelivka, Tal'anky und Maidanec'ke.
Die Kultur gehört zu den ungewöhnlich beständigen Kulturen. Videiko (1994) nahm eine Dauer von 4800 bis 3200 v. Chr. an. Er unterscheidet für das östliche Gebiet der Cucuteni-Tripolje-Kultur zum einen Prä-Cucuteni I – III, zum anderen ein mehrphasiges Cucuteni A und B. Obwohl es nahe liegt, gab es wohl keine Vermischung mit der EHG (Eastern Hunter and Gatherer) also den Jäger und Sammlern der Steppe, was auf ein ähnlich konservatives Weltbild wie die Linearbandkeramiker schließen lässt, die sich ebenfalls nicht mit Jäger- und Sammlerkulturen vermischten, obwohl es durchaus Handelskontakte gab.
| Tripolje | Cucuteni          | Datierung cal. BC | Bulgarien |
| -------- | ----------------- | ----------------- | --------- |
| A        | Precucuteni I-III | 4800–4500         | Gumelnita |
| B1       | A                 | 4500–4200         |           |
| B1-2     | A/B               | 4200–4000         |           |
| B2/C1    | B                 | 4000–3500         |           |
| C2       | -                 | 3500–3200         |           |